# 第125师团
第125师团（Dai-hyakunijūgo Shidan）是日本帝国陆军的一个步兵师团。它的呼号是英机兵团（Eiki Heidan）。该师团于1945年1月16日在黑河。师团的核心是第57师团的残部加上第7和第13独立边防部队。 

## 历史
第125师团最初隶属于第4军。 1945年6月，该师被派往吉林通化。1945年7月，其下属第274步兵团、师炮兵连、运输连、军械连、兽医部被派往哈尔滨，成为第149师团的核心。1945年8月9日，苏联入侵满洲的消息传出，第125师团被重新分配到第30军。
1945年8月上旬，第125师团得到第134独立混合旅的增援。 
1945年8月9日至11日，该师收到了相互矛盾的命令，于是决定按兵不动。日本投降时，第125师仍在通化修筑防御工事。该师于1945年8月24日向红军投降，并于1945年8月26日完全解除武装。1945年9月至10月，该师的一部分虽然已被苏军俘虏，但仍有大量人员留在通化。1946年3月3日，通化事变爆发，约有3000名日本军民在战斗中阵亡或被处决。